# آبراه بزرگ چین

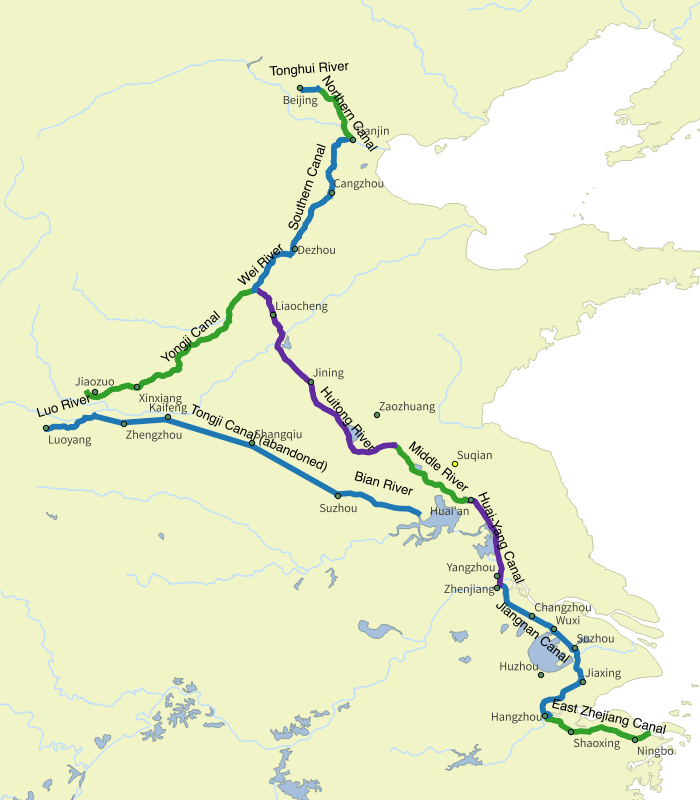
مسیر آبراه بزرگ

آبراه بزرگ چین که به نام آبراه بزرگ پکن-هانژوا نیز شناخته می‌شود، بزرگترین آبراه باستانی یا رودخانه مصنوعی جهان است. این آبراه از پکن آغاز شده و پس از گذشتن از شهر تیانجین، از استان‌های هبی(hebei)، شاندونگ، جیانگسو و ژجیانگ، به شهر هانژوا می‌رسد. تاریخچه قدیمی‌ترین بخش‌های این آبراه به سده پنجم پیش از میلاد مسیح باز می‌گردد.
مجموع طول این آبراه ۱،۷۷۰ کیلومتر است. این آبراه قدیمی‌ترین و طولانی‌ترین مسیر آبی ساخت بشر در جهان است. بیشترین ارتفاع این آبراه در کوهستان شاندونگ قرار دارد، که در بیشترین حالت به حدود ۴۲ متر (۱۳۸ فوت) می‌رسد.
عمق این کانال بین ۳ تا ۹ متر است.